# مانفريد فوكس
مانفريد فوكس (بالألمانية: Manfred Fuchs)‏ هو شخصية أعمال ألماني، ولد في 25 يوليو 1938 في Latsch ‏ في إيطاليا، وتوفي في 26 أبريل 2014 في Kaltern an der Weinstraße ‏ في إيطاليا.